# Bad Neuenahr-Ahrweiler
Bad Neuenahr-Ahrweiler é uma cidade da Alemanha localizada no estado da Renânia-Palatinado. É a capital do distrito de Ahrweiler. A cidade tem spa e tem um casino. A auto-estrada A61 liga Bad Neuenahr-Ahrweiler às cidades de Colónia e Mogúncia. A cidade estava dividida em duas partes, Bad Neuenahr e Ahrweiler, foram unidas em 1969.
O Rio Ahr passa pela cidade percorrendo do oeste ao leste.